# 397278 Arvidson
397278 Arvidson este o planetă minoră (asteroid) din centura de asteroizi. A fost descoperită pe 14 septembrie 2006 la Mauna Kea de Joseph Masiero⁠(d) și a fost numită după Raymond E. Arvidson⁠(d). 
Obiectul prezintă o orbită caracterizată de o semiaxă mare de 2,8053607498648 UAi, o excentricitate de 0,01, o înclinație de 0,3 ° în raport cu ecliptica.